# Sint-Willibrorduskerk (Sappemeer)
De Sint-Willibrorduskerk is een 19e-eeuws kerkgebouw in Sappemeer.

## Geschiedenis en achtergrond
De katholieken in Hoogezand en Sappemeer kerkten vanaf begin 1700 in Kleinemeer. In 1855 werd de statie formeel een parochie, gewijd aan Willibrord. Omdat het kerkgebouw te klein werd, werd in 1865 land gekocht aan het Hoofddiep (nu Noorderstraat) in Sappemeer. Architect Pierre Cuypers werd gevraagd een gebouw te ontwerpen. Hij maakte zijn eerste ontwerp in 1866, maar moest dit op verzoek van het parochiebestuur tot twee keer toe aanpassen naar een zuinigere en kleinere uitvoering.
Het ontwerp van 1871 werd goedgekeurd en in 1872-1873 werd het kerkgebouw neergezet. Cuypers' eerste ontwerp werd uiteindelijk gebruikt voor de Sint-Vituskerk in Blauwhuis. Opzichter bij de bouw was Nicolaas Molenaar sr.. De kerk is een zogeheten hallenkerk in neogotische stijl.
Bij de zware novemberstorm van 13 november 1972 waaide de torenspits om, hierdoor werd het pijporgel in de kerk vernield. De nieuwe spits werd begin augustus 1973 op de toren geplaatst. In 1976 werd het gebouw erkend als rijksmonument. Van 1994 tot 2012 werd de kerk gerestaureerd en werden onder andere wandschilderingen en houtsnijwerk hersteld.
In 1990 werd de parochie in Foxham samengevoegd met de Sappemeerster parochie tot de 'Martinus-Willibrordus Parochie'. Een aantal van de glas-in-loodramen van de Sint-Martinuskerk werd herplaatst in Sappemeer. In 2014 fuseerde de parochie met parochies in Nieuwe Pekela, Oude Pekela, Veendam en Winschoten tot de Heilige Norbertusparochie.
In de nabijheid van de kerk, bij de entree van de begraafplaats, staat een Heilig Hartbeeld (1924) van de hand van August Falise.
Op 15 oktober 2023 was er een speciale viering met als voorganger de Bisschop van  het bisdom Groningen Leeuwarden dit alles  had te maken met het 150  jarig bestaan van de kerk

## Galerij

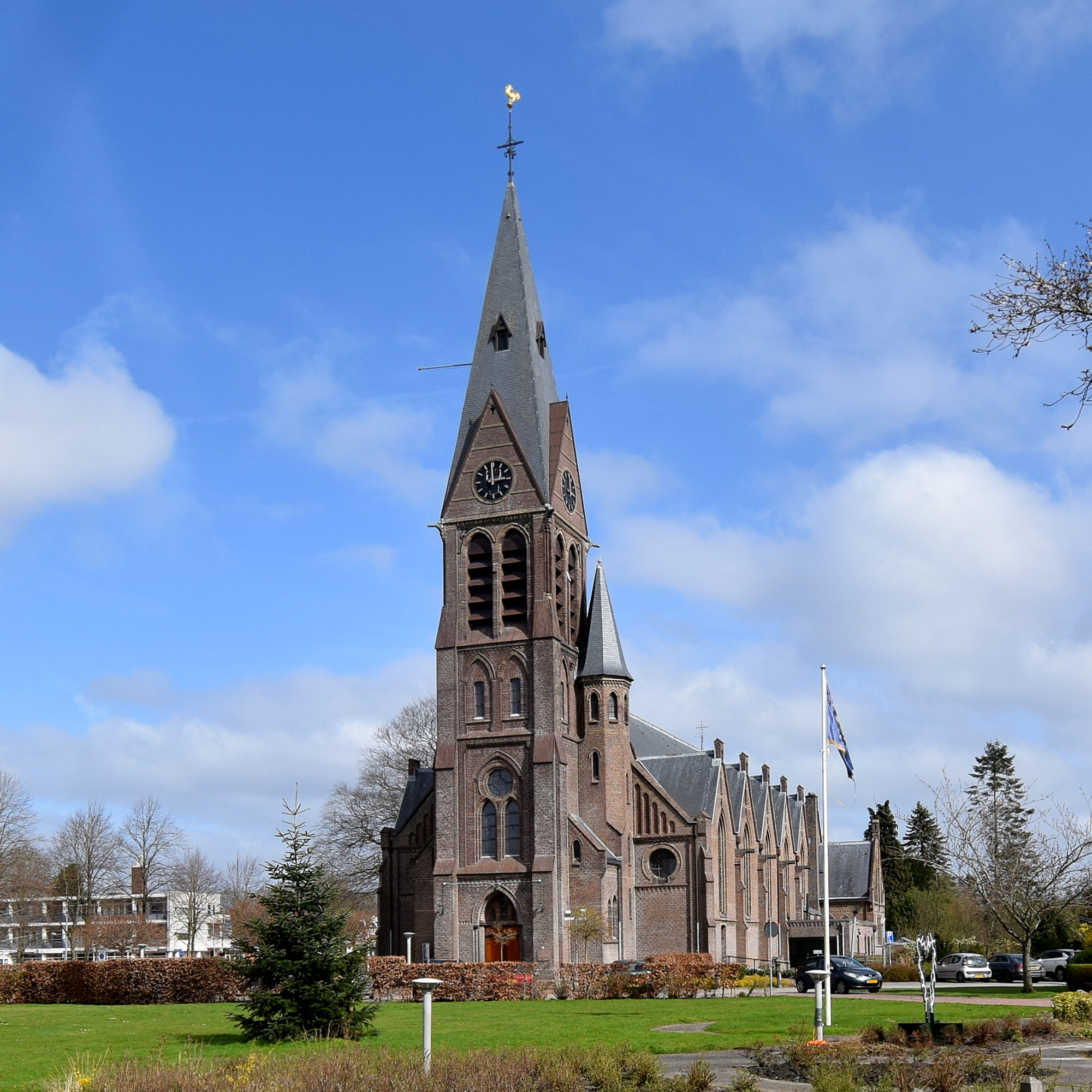
vooraanzicht van de kerk
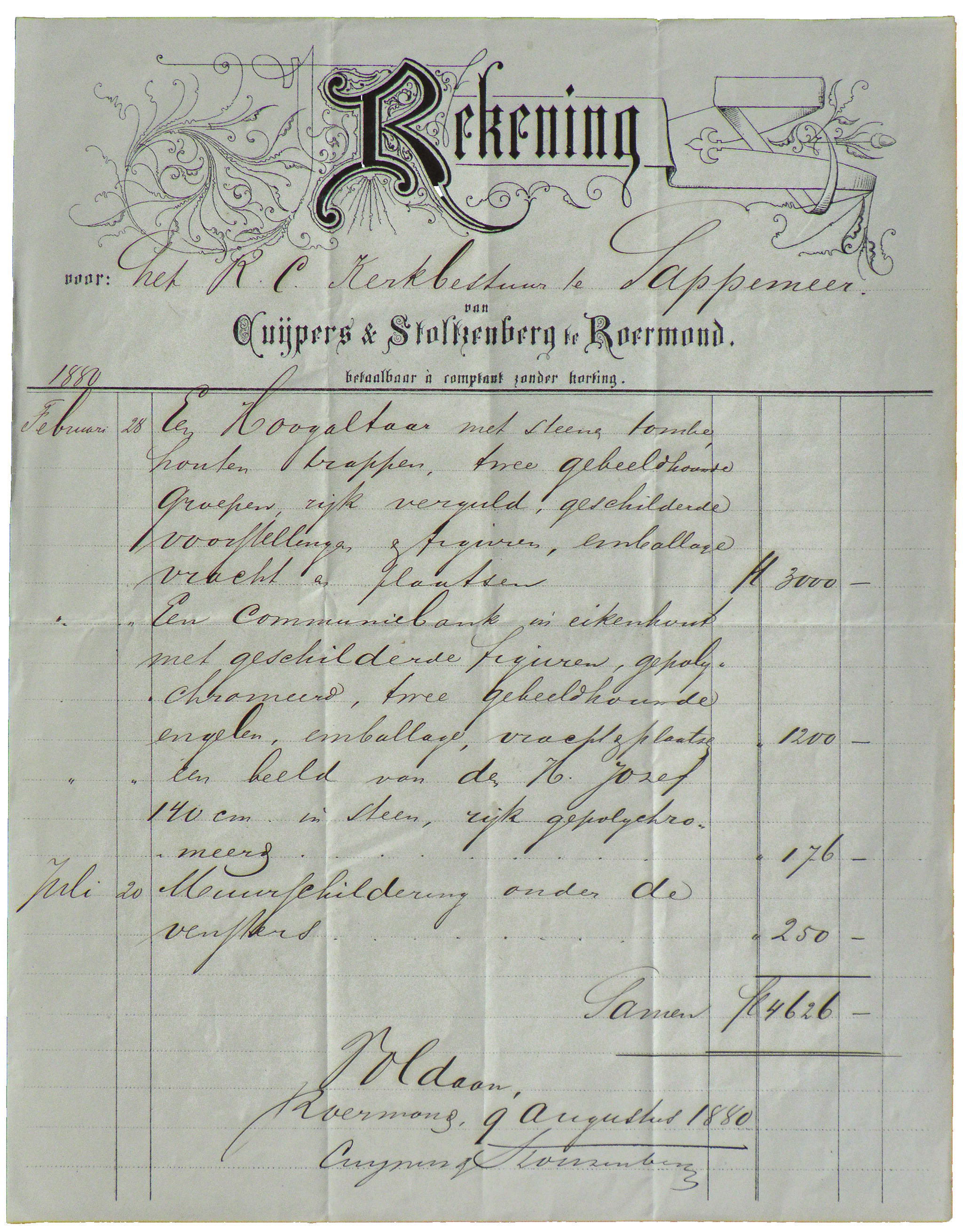
rekening van atelier Cuypers-Stoltzenberg, wegens levering van onder andere een hoogaltaar en een communiebank (1880)
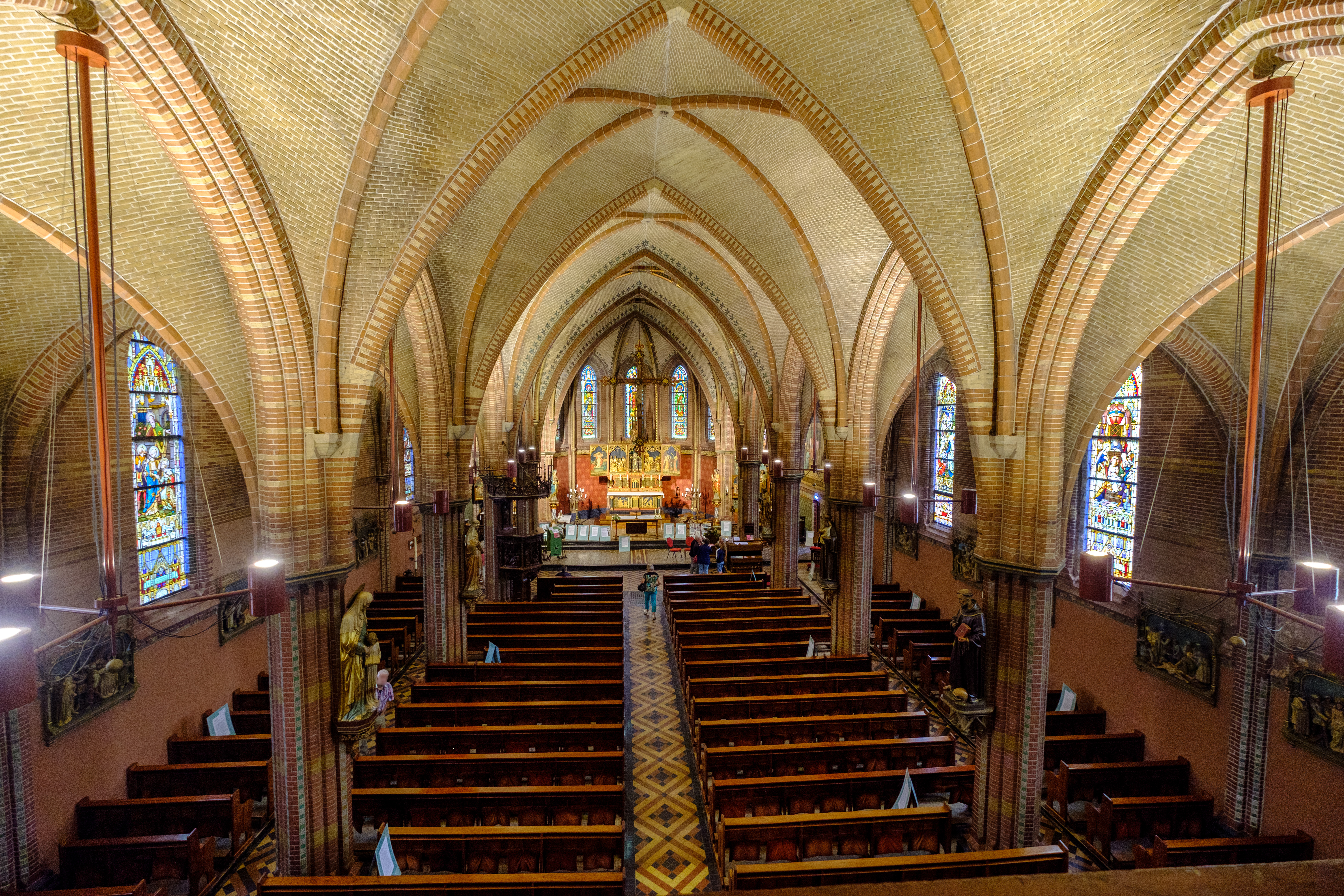
Interieur vanaf de galerij gezien
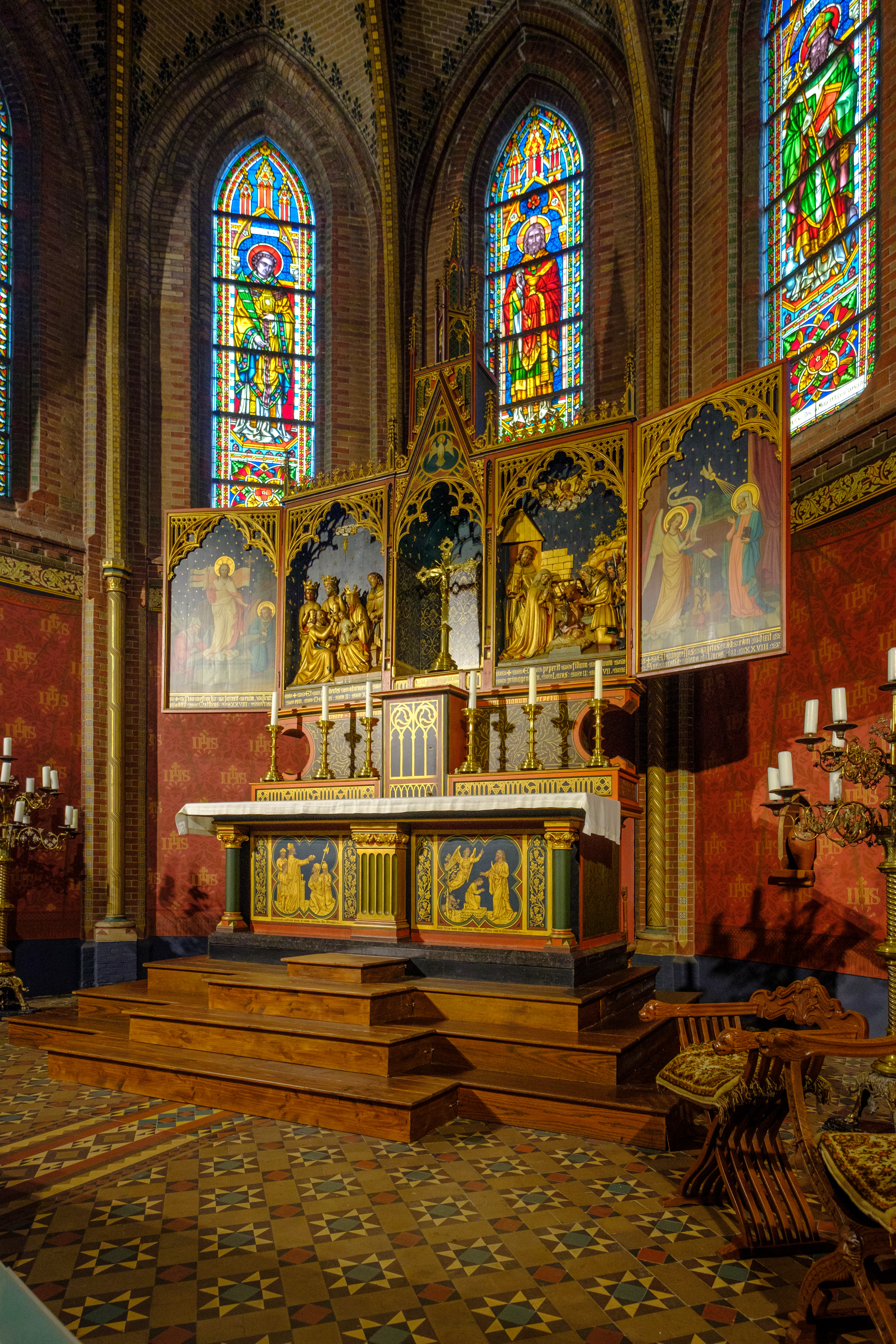
Hoogaltaar met tabernakel
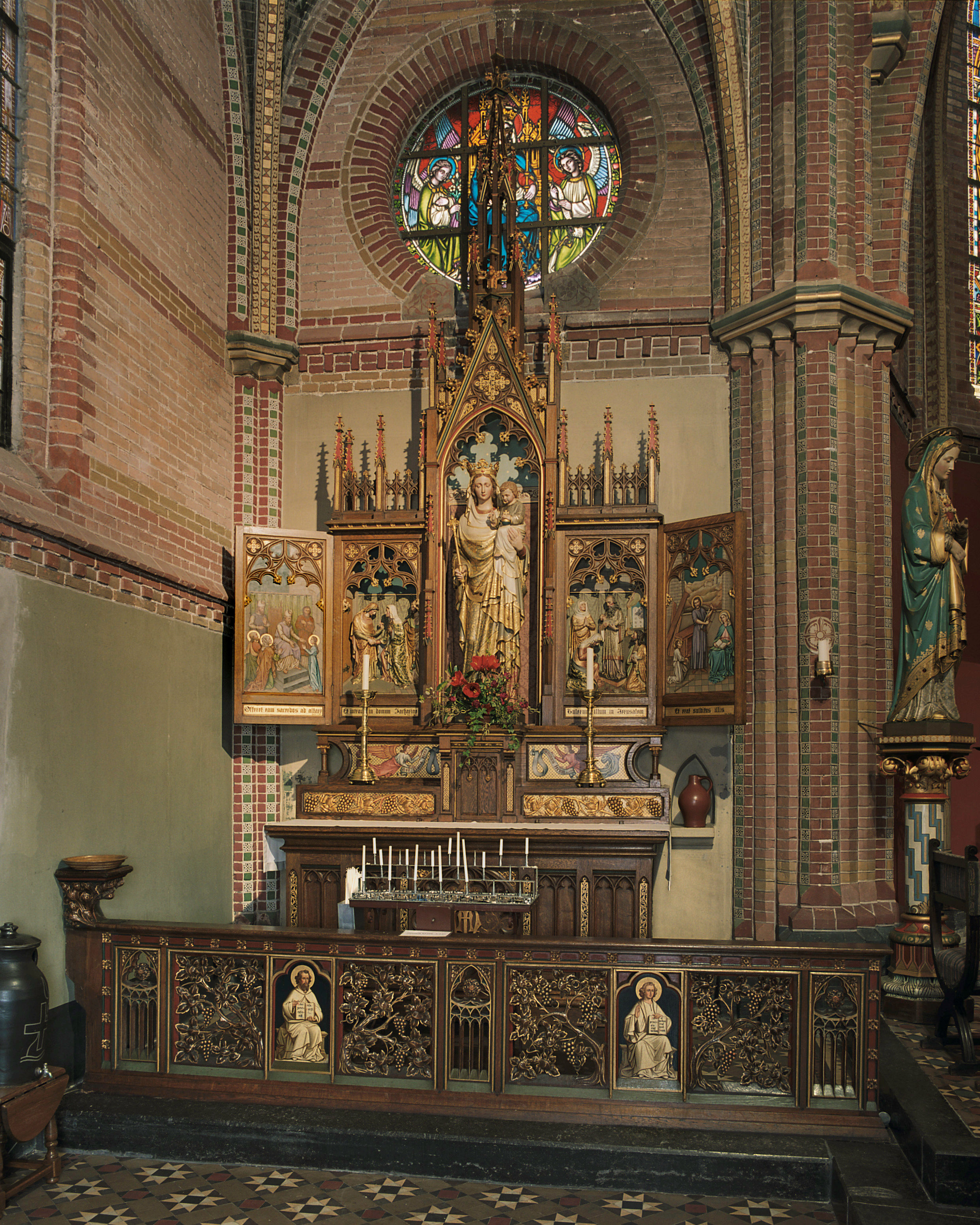
Maria-altaar
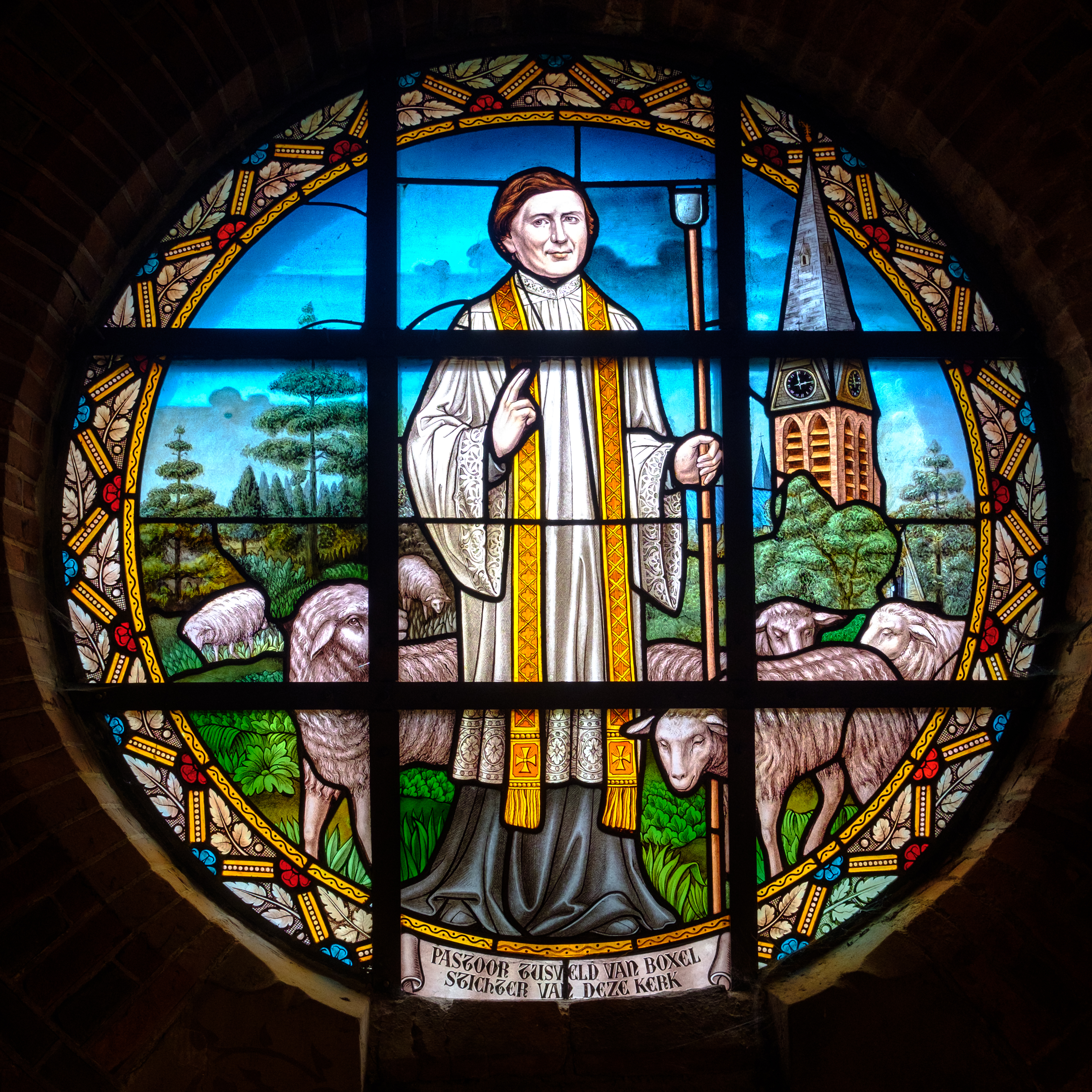
Rondvenster met de stichter, pastoor Gerardus Petrus Tusveld van Boxel
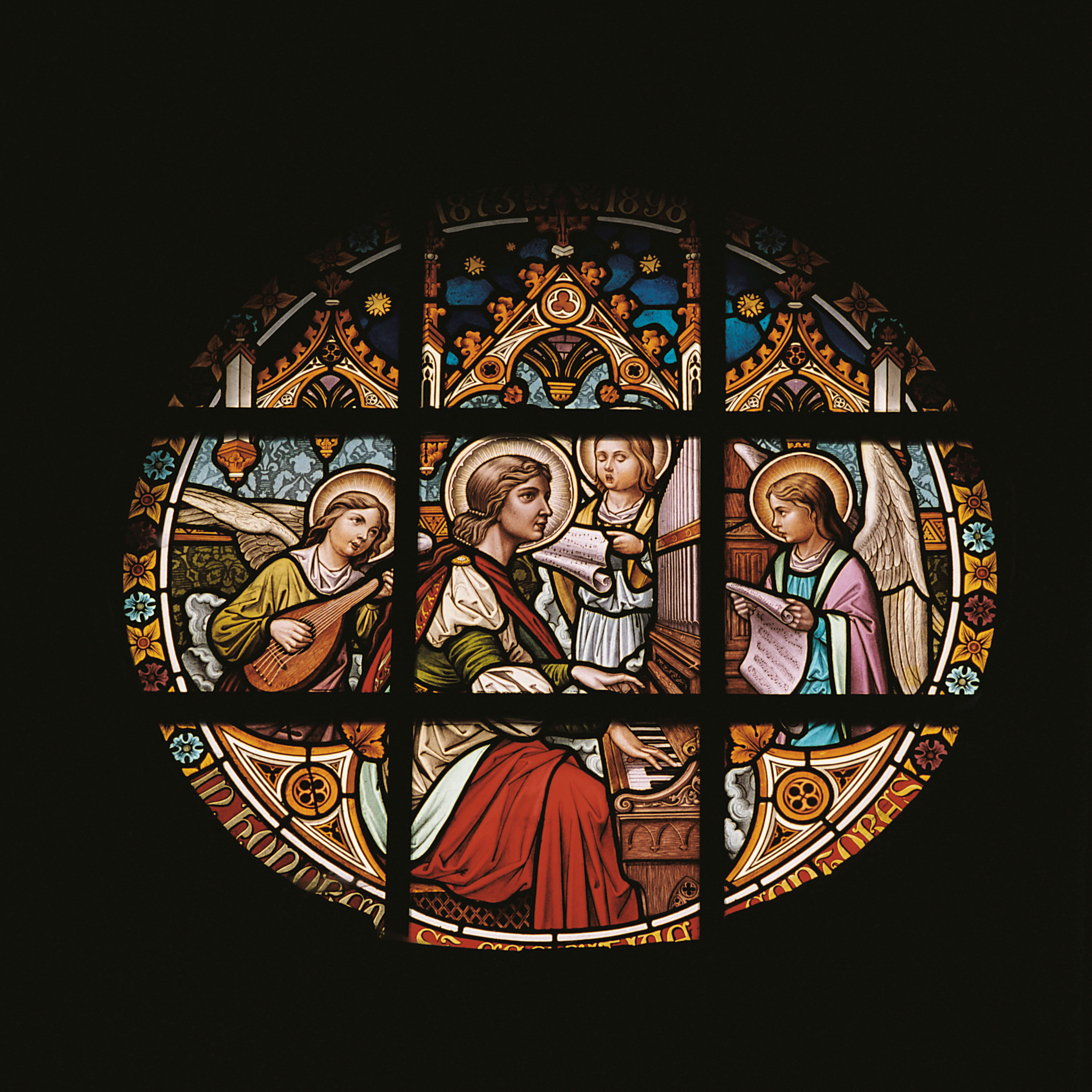
rondvenster
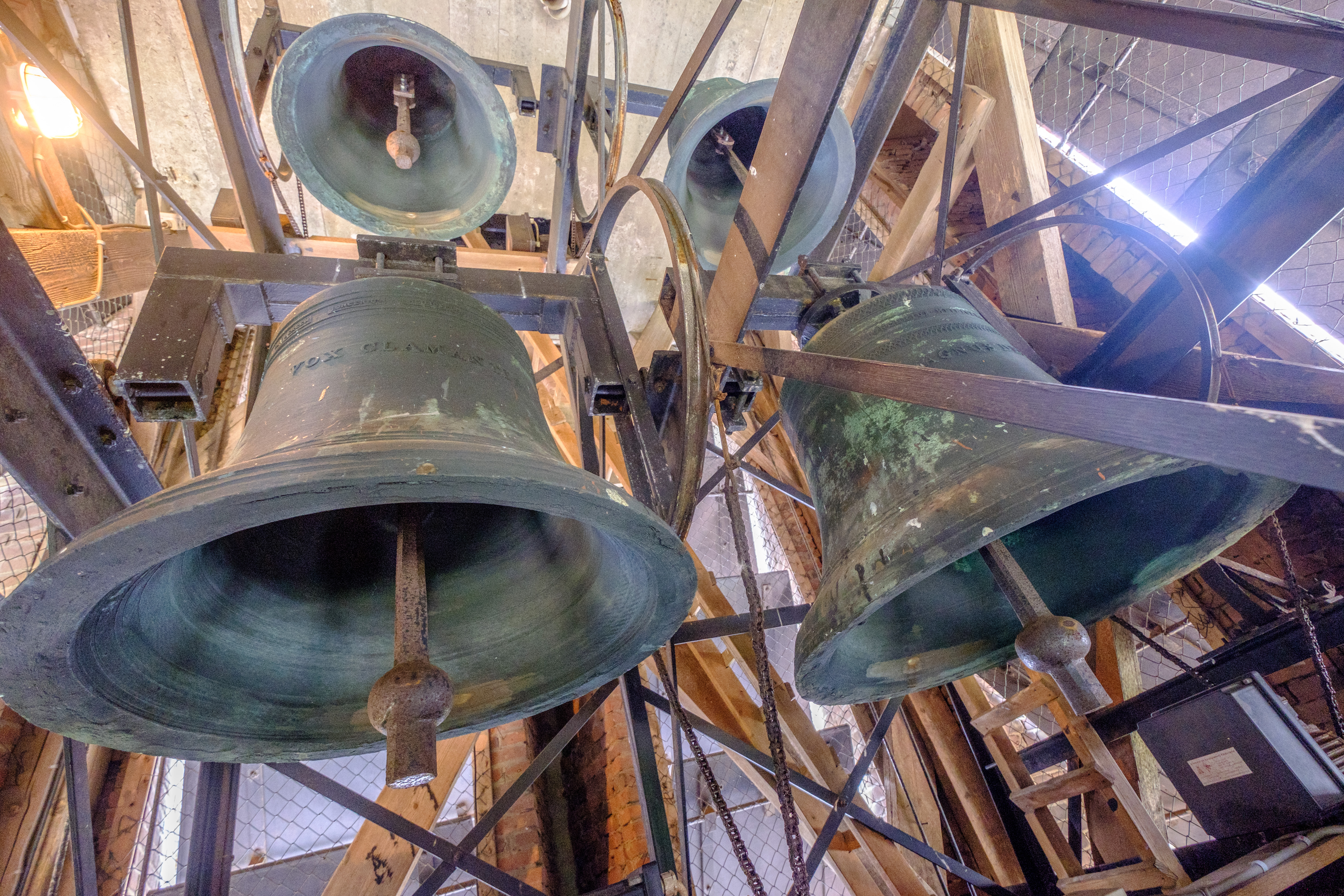
Klokken uit 1948 in de toren